# 2Wings
2Wings je tříčlenná česká hudební skupina založená roku 2006.
2 Wings založili v roce 2006 skladatel, kytarista, zpěvák a producent Dan Šustr, který se proslavil v 90. letech se svojí kapelou Tichá dohoda, baskytarista Michal "Sherry" Šerák a bubeník Mikoláš Nop. V této sestavě skupina natočila své debutové album Overseas Pilots (2007).
Kytarové trio hrající retro rock odkazující na hudbu 70. let po změně na postu bubeníka v roce 2008 tvoří nyní vedle Dana Šustra dva další členové poslední sestavy Tiché dohody basista Michal "Sherry" Šerák a bubeník Václav "Wendy" Šváb.
2Wings společně s Ivanem Tatíčkem navázali i na tradici technologického novátorství a v říjnu 2008 vydali první původní český Blu ray Disc o skupině 2Wings Overseas Pilots.

## Diskografie
- Information Overdose (EP, Pop Dissident Records 2007)
- Overseas Pilots (Pop Dissident Records 2007)
- 3bees Sessions (Pop Dissident Records 2008)
- Overseas Pilots (Blu Ray Disc, Studio DADA 2008)
- Songs from another Pocket (Pop Dissident Records 2010)
- Live Blues Alive (Pop Dissident Records 2010)

### Články o kapele
- http://www.ceskatelevize.cz/specialy/bigbit/praha80let/kapely/tichadohoda.php Archivováno 25. 6. 2008 na Wayback Machine.]
- http://kultura.idnes.cz/dan-sustr-se-vraci-na-kridlech-tichou-dohodu-nevylucuje-pjp-/hudba.asp?c=A080815_163618_hudba_ob
- https://web.archive.org/web/20080801025706/http://www.novinky.cz/clanek/145033-ticha-dohoda-se-vraci-pod-novym-jmenem-2wings.html
- http://musicserver.cz/clanek/21396/2Wings-natocili-svuj-novy-klip-v-Berline/
- http://technet.idnes.cz/prvni-cesky-hudebni-blu-ray-je-na-svete-vydava-jej-dan-sustr-z-tiche-dohody-15d-/tec_audio.asp?c=A080610_114517_tec_audio_kuz
- http://musicserver.cz/clanek/23792/Dan-Sustr-Jsem-popovy-disident/